# بیست و چهار تاریخ
بیست و چهار تاریخ (به چینی: 二十四史) مجموعه‌ای از کتاب‌های تاریخی چینی است که علاوه بر توصیف بخشی از تاریخ پیش از ظهور انسان، از سال ۳۰۰۰ ق.م. تا سلسله مینگ در قرن هفده میلادی را تحت پوشش قرار می‌دهد. این مجموعه شامل ۳۲۱۳ دفتر و حدود ۴۰ میلیون کلمه می‌شود و اغلب به عنوان منبع معتبری برای مطالعه تاریخ سنتی چین و فرهنگ آن مورد استفاده قرار می‌گیرد.

## مجموعه
| عنوان                                            | سال       | دودمان                                                                                      | نویسنده اصلی                         | مجموعه‌ها                     |
| ------------------------------------------------ | --------- | ------------------------------------------------------------------------------------------- | ------------------------------------ | ---------------------------- |
| شیجی史記                                         | 91 BC     | سه شهریار و پنج امپراتور دودمان شیا دودمان شانگ دودمان ژو دودمان چین تا هان امپراتور وو هان | سیما چیان (دودمان هان)               | چهار تاریخ نگاری اولیه前四史 |
| کتاب هان漢書                                     | 82 میلادی | دودمان هان دودمان شین                                                                       | بان گو (Han)                         |                              |
| Records of the Three Kingdoms三國誌              | ۲۸۹       | سائو وی دودمان شو وو خاوری                                                                  | چن شو (دودمان جین (۴۲۰–۲۶۵))         |                              |
| تاریخ هان متاخر後漢書                            | ۴۴۵       | دودمان هان                                                                                  | فان یه (تاریخ‌نگار) (دودمان لیو سونگ) |                              |
| کتاب سونگ宋書                                    | ۴۸۸       | دودمان لیو سونگ                                                                             | Shen Yue (دودمان لیانگ)              | —                            |
| چی جنوبی南齊書                                   | ۵۳۷       | Southern Qi                                                                                 | Xiao Zixian (لیانگ)                  | —                            |
| کتاب وی魏書                                      | ۵۵۴       | وی شمالی Eastern Wei                                                                        | وی شو (نویسنده) (چی شمالی)           | —                            |
| کتاب لیانگ梁書                                   | ۶۳۶       | دودمان لیانگ                                                                                | Yao Silian (دودمان تانگ)             | هشت تاریخ‌نگاری تانگ唐初八史  |
| Book of Chen陳書                                 | ۶۳۶       | Chen                                                                                        | Yao Silian (تانگ)                    | هشت تاریخ‌نگاری تانگ唐初八史  |
| کتاب چی شمالی北齊書                              | ۶۳۶       | چی شمالی                                                                                    | Li Baiyao (تانگ)                     | هشت تاریخ‌نگاری تانگ唐初八史  |
| تاریخ ژو周書                                     | ۶۳۶       | وی غربی ژو شمالی                                                                            | Linghu Defen (تانگ)                  | هشت تاریخ‌نگاری تانگ唐初八史  |
| کتاب سوئی隋書                                    | ۶۳۶       | دودمان سوئی                                                                                 | Wei Zheng (تانگ)                     | هشت تاریخ‌نگاری تانگ唐初八史  |
| Book of Jin晉書                                  | ۶۴۸       | دودمان جین (۴۲۰–۲۶۵) جین شرقی                                                               | Fang Xuanling (تانگ)                 | هشت تاریخ‌نگاری تانگ唐初八史  |
| تاریخ سلسله‌های جنوبی南史                         | ۶۵۹       | دودمان لیو سونگ Southern Qi دودمان لیانگ Chen                                               | Li Yanshou (تانگ)                    | هشت تاریخ‌نگاری تانگ唐初八史  |
| تاریخ دودمان‌های شمالی北史                        | ۶۵۹       | وی شمالی Eastern Wei وی غربی چی شمالی ژو شمالی دودمان سوئی                                  | Li Yanshou (تانگ)                    | هشت تاریخ‌نگاری تانگ唐初八史  |
| کتاب قدیمی تانگ舊唐書                            | ۹۴۵       | دودمان تانگ                                                                                 | Liu Xu (Later Jin)                   | —                            |
| Old History of the Five Dynasties舊五代史        | ۹۷۴       | Later Liang Later Tang Later Jin Later Han Later Zhou                                       | Xue Juzheng (دودمان سونگ)            | —                            |
| Historical Records of the Five Dynasties五代史記 | ۱۰۵۳      | لیانگ بعدی تانگ بعدی جین بعدی هان بعدی Later Zhou                                           | Ouyang Xiu (سونگ)                    | —                            |
| تاریخ تانگ جدید新唐書                            | ۱۰۶۰      | دودمان تانگ                                                                                 | Ouyang Xiu (Song)                    | —                            |
| History of Liao遼史                              | ۱۳۴۳      | دودمان لیائو قراختاییان                                                                     | Toqto'a (دودمان یوآن)                | سه تاریخ‌نگاری یوآن元末三史   |
| تاریخ جین金史                                    | ۱۳۴۵      | دودمان جین (۱۲۳۴–۱۱۱۵)                                                                      | Toqto'a (یوآن)                       | سه تاریخ‌نگاری یوآن元末三史   |
| تاریخ سونگ宋史                                   | ۱۳۴۵      | دودمان سونگ دودمان سونگ                                                                     | Toqto'a (یوآن)                       | سه تاریخ‌نگاری یوآن元末三史   |
| تاریخ یوآن元史                                   | ۱۳۷۰      | دودمان یوآن                                                                                 | Song Lian (دودمان مینگ)              | —                            |
| تاریخ مینگ明史                                   | ۱۷۳۹      | دودمان مینگ                                                                                 | Zhang Tingyu (دودمان چینگ)           | —                            |